# Sequentiële versnellingsbak

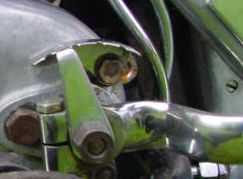
De sequentiële versnellingsbak van deze Sunbeam-motorfiets uit 1938 is van een indicatorplaatje voorzien, zodat de rijder kon zien in welke versnelling hij schakelde. Voetgeschakelde versnellingsbakken voor motorfietsen waren in die periode nog een nieuwigheid.

Een sequentiële versnellingsbak is een versnellingsbak van een auto of motorfiets waarbij het schakelpatroon in een rechte lijn ligt.
Omdat motorfietsen met de voet geschakeld worden is een sequentiële versnellingsbak daar een absolute noodzaak. In het algemeen wordt met de linkervoet geschakeld: vanuit de vrijstand de eerste versnelling omlaag, alle andere versnellingen omhoog. Bij wegracemotoren is dit precies andersom, omdat het opschakelen snel moet gebeuren en om veilig opschakelen in bochten met grote hellingshoeken mogelijk te maken.
Tot aan het einde van de jaren twintig werd uitsluitend met de hand geschakeld. Voetschakeling werd voor het eerst toegepast op de 350 cc Velocette waarmee Alec Bennett in 1928 de Junior wedstrijd van de Tourist Trophy van Man won.
Bij auto's wordt meestal een H-versnellingsbak toegepast.